# あだしもの
『あだしもの』は、山本久美子による日本の漫画作品。『ジャンプスクエア』（集英社）2011年4月号に『鼠屋敷の夜話』のタイトルで読み切りとして掲載され、2012年4月号から2013年2月号まで連載された。その後増刊の『ジャンプSQ.19』に掲載誌を移しVol.6から連載し、Vol.9で完結した。話数カウントは「第○話」。

## あらすじ
妖(あやかし)が見える能力をもった高校生・灰塚孝(はいづかこう)。ある日、自分にとり憑いている怪異を同級生の小町綾女(こまちあやめ)に見られてしまう。綾女は怪異現象調査部(略して怪現部)の部員で、怪異を見ることが出来る孝に入部を勧めるが、孝は一旦は断る。ところが、学校で起きていた怪異現象が次第に激しくなり、孝自身にも被害が及ぶようになってきたことから、怪異現象を解決するため綾女に協力することになる。

## 登場人物

### 怪現部
灰塚 孝（はいづか こう）
怪現部所属の高校一年生。憑物のクロトゲを操る。
幼いころから妖怪を見る能力を持ち、同じ能力を持っていた祖父が唯一の家族だった。その祖父の葬式の時に行方不明になり、その間にクロトゲに取りつかれる。以来、クロトゲを受け入れて生活していたが、中学時代に怪異に襲われた友人を助けようとして、怪異が見えなかったその友人が孝を犯人だと勘違いして絶交されたことで、怪異には関わらないようにしていた。
女子生徒をカマイタチから助けようとしたが窓を壊していると誤解されて停学処分を受けかけたところを、部長の記憶消去能力でなかったことにされ、半ば脅迫されて怪現部に所属することになり、クロトゲの正体を探っていくことになる。
現在は一人暮らしをしている。学業の成績はあまりよろしくない。自身が選んだ妖怪と関わる道は家族の願いとは正反対であるらしい。
クロトゲ
孝に取り憑いている骨ばった黒鼠の憑物。額にキリークの梵字が刻まれている。名付け親は孝で、由来は「黒くてトゲトゲしているから」。長い尾を使って物を掴むことができ、尾だけを部分的に出現させることでロープのように操れる。
孝が幼い頃から憑いていたが、猫と呼ばれる妖に追われる身であるため姿を隠していた。しかし孝が妖にさらわれて化野に連れ込まれそうになった際、孝を守るためにやむを得ず姿を現し、その後は自らの意思を封印し孝に自由に使われる身になることで猫の追跡を逃れている。
小町 綾女（こまち あやめ）
孝の同級生で学級委員長。札を用いた術を得意とする。
普段は猫をかぶっており真面目で清楚な印象だが、強気で押しが強い相当の自信家。人使いが荒い。孝を怪現部に在籍させ続けるため弱みを握って脅迫している。勉強だけでなく絵画や料理も得意な才媛。
怪現部に所属する理由の詳細は不明だが、助けたい人がおり、そのために経験を積んで強くなろうとしている。
部長（ぶちょう）
怪現部部長。本名は不明で、皆から「部長」と呼ばれている。小さな達磨のような不思議生物の姿だが、元はれっきとした人間で「元の姿に戻る」ことを目的に怪現部に所属している。「ム」の一言しか発しない。孝のことを気に入っている。記憶消去能力や設置式結界”虫籠・蝶菱”を張る能力を持つ。ノリがいい。ふにふにとした体の質感で、かなり癒されるらしい。
古賀 一将（こが かずまさ）
怪現部部員だが、学校にも姿を見せず単独行動を取っていたため、当初は孝と面識がなかった。
雷獣と呼ばれる妖怪の父と人間の母の間に生まれた半妖で、人間と雷獣の二つの姿を持つ。雷獣の姿の時は雷を操る能力が使える（ただしコントロールに難あり）ほか、獣らしい俊敏な動きが可能になる。
顔が怖く言動も粗暴だが、自分の非に気付いた時は謝罪の意を示したり他人を気遣ったりと、本質的には善人。しかし、自ら「迷惑をかけるのが嫌いなくせに迷惑をかけてしまう」と語るように、本人の意図にかかわらず周囲とのトラブルが多く、以前はそのために母に迷惑をかけてしまう自分を嫌っていた。また、自らの出生を受け入れてはいるが、物心付いた時から父がおらず、母からも詳細を聞かされていないことから、父に対しては複雑な感情を抱いている。
雨ノ宮 端穂（あまのみや みずほ）
薄墨高校二年生で、怪現部の部員。体が非常に弱くすぐに吐血してしまうが、水の巫女で怪異解決のエキスパート。神使の上弦（じょうげん）と下弦（かげん）を従えている。
九鬼（くき）
絡繰細工屋兼妖怪万屋″キッカイ屋″の店主。自称・怪現部の部活顧問。怪現部とは部室や妖怪情報などの提供の代償に仕事の一部を手伝ってもらうという協力関係にある。極度の面倒くさがり屋で面倒事は徹底して避けるため、一見するといい加減な印象を受けるが、信頼できる面も持っている。
孝の祖父である厳流とは面識があったらしい。
卯ノ花（うのはな）
サユという病弱な少女が持っていた人形。体が弱かった彼女の祖母が祖父から貰った握っていると体調がよくなる不思議な石を入れたお守りが本体となっている。サユの病状が悪化し生死の淵をさまよったため、藁にもすがる思いの祖母が”流し雛”にされたが、川の途中で岸に引っかかってしまい、穢れを浄化することができないまま化野へ運ばれ、九鬼に発見されるも彼が面倒臭がったために5日間放置され妖怪化してしまう。孝の手で近場の川まで運ばれ、自分を”家族”と呼んでくれたサユのために川の流れに飲み込まれる。その時に言った「きれいな場所で自由に動きまわってサユと一緒に遊びたい」という願いを聞いた九鬼が本体を探し出し、少女の姿をした絡繰り人形の中に本体を組み込まれサユと遊ぶという願いを叶えることができた。しかし、整備代やパーツ代などにかかった多額の借金を返済するため、キッカイ屋で働くことになるが、九鬼が面倒臭がって仕事を与えないため、家事全般を勝手にこなしている。

### その他の人物
天原（あまはら）
孝の同級生で友人。お調子者で学力は孝とおっつかっつ。
城内（じょうない）
孝の同級生で友人。眼鏡をかけている。友人たちとは違って成績優秀。
竜ヶ峰 ユカ（りゅうがみね ユカ）
孝の同級生。才媛だが綾女にはあと一歩及ばない。中学ではバスケ部で全国大会まであと一歩というところまで迫る実力を持つ。自分に自信が持てず、自分を大きく見せて友人を作るために見栄を張って無理して嘘をつき続け、その心の欠落を次第高に付け込まれ豆腐のような巨人と化す。嘘が同級生にばれかけたことで次第高に意識をほとんど乗っ取られる。綾女との相撲勝負で「自分が一番凄い」という嘘を突き崩され、孝に嘘をつき続ける大変さを指摘され、完全に憑物が落ちる。その後、部長によって怪異に関する記憶のみが消去され、綾女とは真っ向から戦った親友という青春ドラマのような記憶だけが残される。
灰塚 厳流（はいづか げんりゅう）
孝の祖父。妖怪を見る能力を持っていた。孝にとっては唯一の家族だったが、彼が幼いころに亡くなっている。
灰塚 頼豪（はいづか らいごう）
孝の父親。妖を視る能力を持ち、術者として高い技術を持っていた。自分が助けた猫に襲われた際に命乞いをして逃亡し、現在消息不明と思われていたが、実はクロトゲとして孝を傍で守っていた。
灰塚 雪音（はいづか ゆきね）
孝の母親。“灰髪の一族”と呼ばれる特殊な血族の出身で、鼠の妖“銕”と友好関係にあった。その関係を妬んだ猫に喰われた。
小町 弥衣（こまち やよい）
綾女の妹で、綾女が助けたい人。頭がよく、親から期待されていたが、4年前に怪異に取り憑かれてから眠ったままだった。孝達の活躍で怪異が撃破され、目覚める。

### 妖怪
カマイタチ
前足に刃を持ち旋風に乗って物を斬り刻む性質を持つ三体一組の妖。一匹だけで人間界に迷い込み、はぐれた仲間を探して学校を破壊して暴れていた。姿がやや似ているクロトゲを仲間だと勘違いして孝を襲っていたが校庭で捕らえられ、怪現部の手によって無事に化野へと帰され、仲間を探して旅だった。
百々目鬼（どどめき）
物を盗む妖。学校の備品を盗んでいたためクロトゲに捕らえられた。綾女に対して「ブス」と言ったため、きつい灸をすえられた。
次第高（シダイタカ）
本来はかなり小さいが、段々と大きくなって見上げるものを押し潰す妖怪。竜ヶ峰の自分を大きく見せたいという願望に引き寄せられて取り憑き、彼女が嘘をつくたびに巨大化する。嘘がばれかけた時にその意識を乗っ取り実体化しかけたが、綾女との相撲勝負に敗北、孝の説得により竜ヶ峰から落とされクロトゲに倒される。
邪魅（じゃみ）
人の心の捻れを見極め、増幅する事により人を操る妖。角を折られてヘロヘロになる。
おとろし
鳥居に取り憑き、祠や神社を守る妖。
猫（ねこ）
孝を狙う化け猫。人世に異常なまでの執着を見せる。過去に孝の母親・雪音と銕の関係を妬み、雪音を喰らっている。

## 用語
怪現部（カイゲンぶ）
怪異現象調査部の略。学校にある扉をくぐった先の化野に部室が存在する。人間世界と化野がかかわることで起こり2つの世界の理を捻じ曲げる怪異現象の解決を行いながら、部員それぞれの怪異を解決することを目的とする。部屋の下には九鬼が営むキッカイ屋がある（部室はキッカイ屋から間借りしている）。部室の奥にある「準備室」と書かれた扉は化野のあらゆる場所につながっている。
化野（あだしの）
人間世界の真横にある隠れた世界で、妖怪の世界。人間世界でも暗く人気のない場所は化野とつながりやすいが、たとえつながってもいつの間にか閉じている。

## 読み切り版
鼠屋敷の夜話
『ジャンプスクエア』（集英社）2011年4月号に掲載された。

## 製作スタッフ
作画スタッフ
伊藤翔太（いとうしょうた）
真田浩彰（さなだひろあき）
西野悠希（にしのゆうき）
板野（いたの）
矢田恵梨子（やだえりこ）
安部由梨（あべゆうり）
ヘルプ
片岡彩乃（かたおかあやの）
松本愛純（まつもとあずみ）
三簾真也（みすしんや）
柊木あらた（ひいらぎあらた）
ヤナギリョータ
山地拓朗（やまじたくろう）
西沢輝（にしざわひかり）
大西七奈（おおにしなな）
松本渚（まつもとなぎさ）
担当編集
林士平（りんしへい）
コミック編集
持田真梨子（もちだまりこ）
寺山瑶（てらやまよう）
コミックスデザイン
岡下陽平（おかしたようへい）
漫画
山本久美子（やまもとくみこ）

## 書誌情報
- 山本久美子 『あだしもの』 集英社〈ジャンプ・コミックス〉、全4巻
  1. 2012年6月9日第1刷発行（6月4日発売[集 1]）、ISBN 978-4-08-870459-3
  2. 2012年10月9日第1刷発行（10月4日発売[集 2]）、ISBN 978-4-08-870569-9
  3. 2013年2月9日第1刷発行（2月4日発売[集 3]）、ISBN 978-4-08-870622-1
  4. 2013年10月9日第1刷発行（10月4日発売[集 4]）、ISBN 978-4-08-870690-0